# 小行星13272
小行星13272（13272 Ericadavid）是一颗绕太阳运转的小行星，为主小行星带小行星。该小行星于1998年8月17日发现。

## 轨道参数
小行星13272的轨道半长轴为2.3338967 UA，离心率为0.159。